# Alfa Romeo Spider
O Spider é um roadster compacto da Alfa Romeo.

## Especificações
| Modelo                                          | Disposição do motor                             | Potência                                        | Torque                                          | Anos de produção                                | Quantidade produzida |
| ----------------------------------------------- | ----------------------------------------------- | ----------------------------------------------- | ----------------------------------------------- | ----------------------------------------------- | -------------------- |
| 1ª Geração: Duetto, Osso di Seppia ou Roundtail | 1ª Geração: Duetto, Osso di Seppia ou Roundtail | 1ª Geração: Duetto, Osso di Seppia ou Roundtail | 1ª Geração: Duetto, Osso di Seppia ou Roundtail | 1ª Geração: Duetto, Osso di Seppia ou Roundtail | 13,678               |
| Duetto                                          | 1570 cc                                         | 109 cv (80,2 kW)                                | 142 Nm                                          | 1966-1967                                       | 6,324                |
| 1750 Veloce                                     | 1779 cc                                         | 118 cv (86,8 kW)                                | 168 Nm                                          | 1967-1969                                       | 4,674                |
| 1750 Veloce ver. americana                      | 1779 cc                                         | 132 cv (97,1 kW)                                | 168 Nm                                          | 1969                                            | *                    |
| 1300 Junior                                     | 1290 cc                                         | 89 cv (65,5 kW)                                 | -                                               | 1968-1969                                       | 2,680                |
| 2ª Geração: Fastback, Coda Tronca ou Kamm tail  | 2ª Geração: Fastback, Coda Tronca ou Kamm tail  | 2ª Geração: Fastback, Coda Tronca ou Kamm tail  | 2ª Geração: Fastback, Coda Tronca ou Kamm tail  | 2ª Geração: Fastback, Coda Tronca ou Kamm tail  | 51,811               |
| 1750 Veloce                                     | 1779 cc                                         | 124 cv (91,2 kW)                                | 168 Nm                                          | 1970-1973                                       | 4,027                |
| 1300 Junior                                     | 1290 cc                                         | 104 cv (76,5 kW)                                | 137 Nm                                          | 1970-1977                                       | 4,557                |
| 2000 Veloce                                     | 1962 cc                                         | 133 cv (97,8 kW)                                | -                                               | 1971-1982                                       | 38,379**             |
| 1600 Junior                                     | 1570 cc                                         | 110 cv (80,9 kW)                                | -                                               | 1972-1981                                       | 4,848                |
| 3ª Geração: Aerodinamica ou Duck Tail           | 3ª Geração: Aerodinamica ou Duck Tail           | 3ª Geração: Aerodinamica ou Duck Tail           | 3ª Geração: Aerodinamica ou Duck Tail           | 3ª Geração: Aerodinamica ou Duck Tail           | 37,208               |
| Aerodinamica 2000                               | 1962 cc                                         | 128 cv (94,1 kW)                                | 178 Nm                                          | 1982-1989                                       | 29,210***            |
| Aerodinamica 1600                               | 1570 cc                                         | 104 cv (76,5 kW)                                | 142 Nm                                          | 1983-1989                                       | 5,400                |
| Quadrifoglio Verde                              | 1962 cc                                         | 132 cv (97,1 kW)                                | -                                               | 1985-1989                                       | 2,598                |
| 4ª Geração: Ultima                              | 4ª Geração: Ultima                              | 4ª Geração: Ultima                              | 4ª Geração: Ultima                              | 4ª Geração: Ultima                              | 21,407               |
| Tipo 4 2000                                     | 1962 cc                                         | 126 cv (92,7 kW)                                | 166 Nm                                          | 1990-1993                                       | 18,456               |
| Tipo 4 1600                                     | 1570 cc                                         | 109 cv (80,2 kW)                                | -                                               | 1990-1992                                       | 2,951                |

*combinado com o 1750 Veloce
**incluindo 22,059 do mercado americano
***incluindo 19,040 do mercado americano

## Galeria

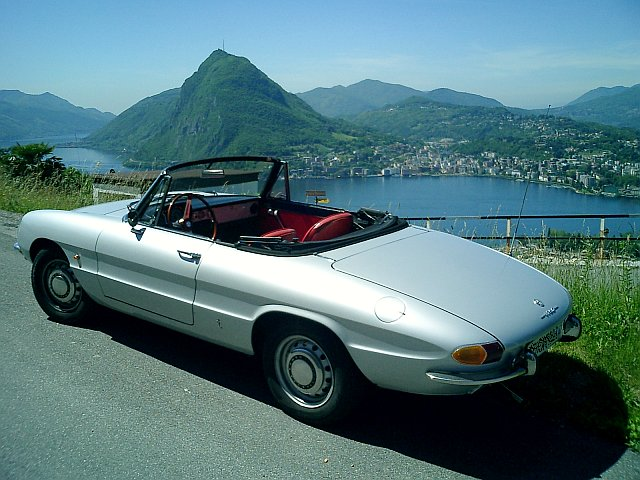
Spider "Duetto" 1ª geração (1966-1969)
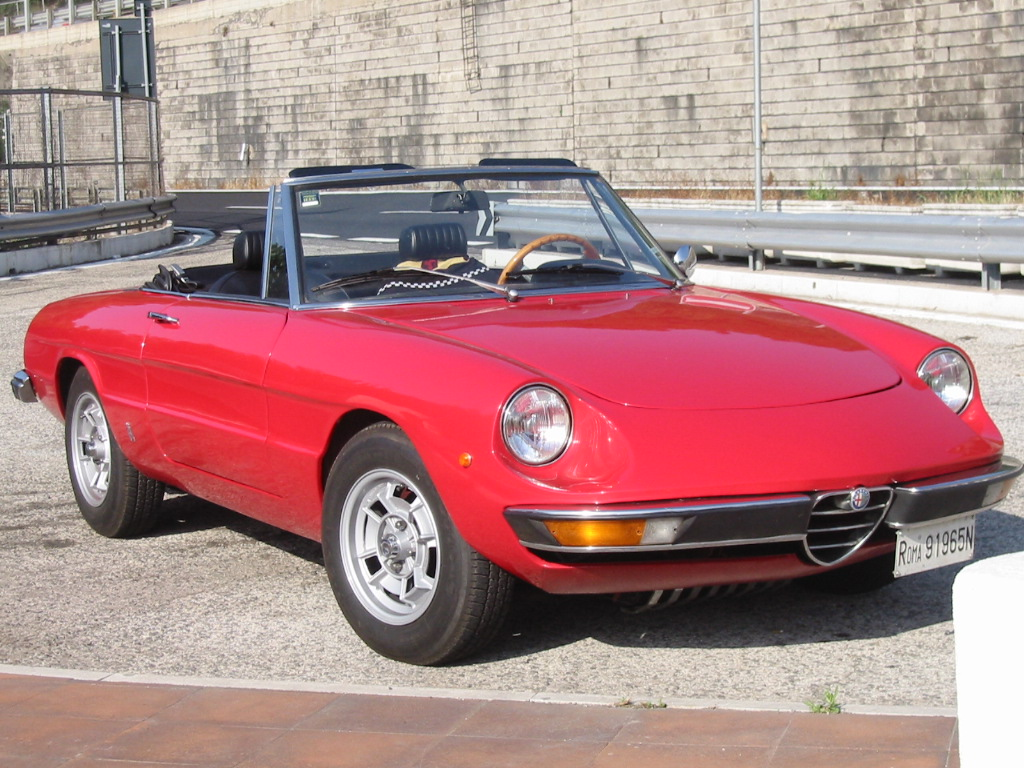
Spider Junior 1.6 (1974) "Coda Tronca" 2ª geração (1970-1982)
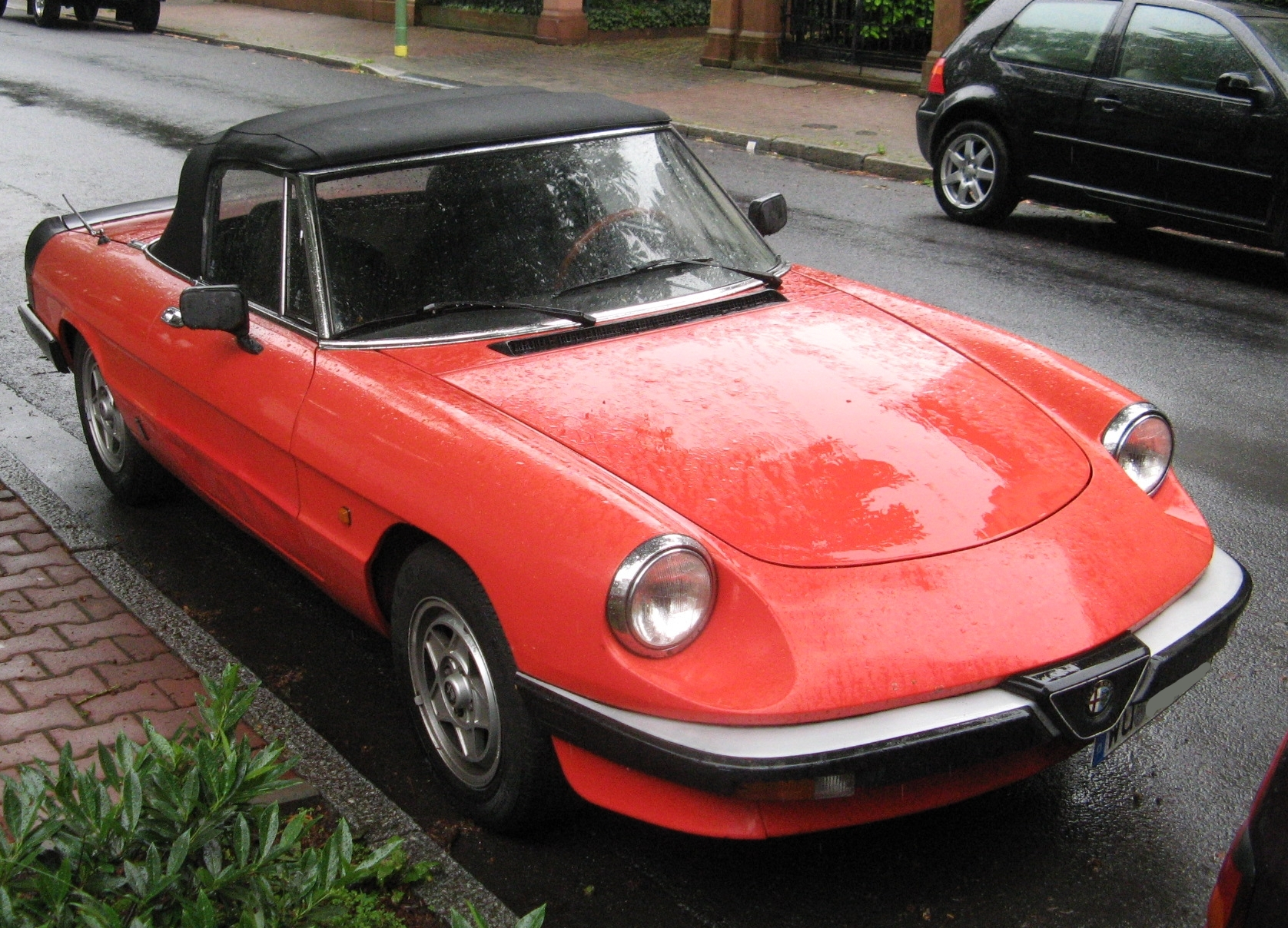
Spider "Aerodinamica" 3ª geração (1983-1989)
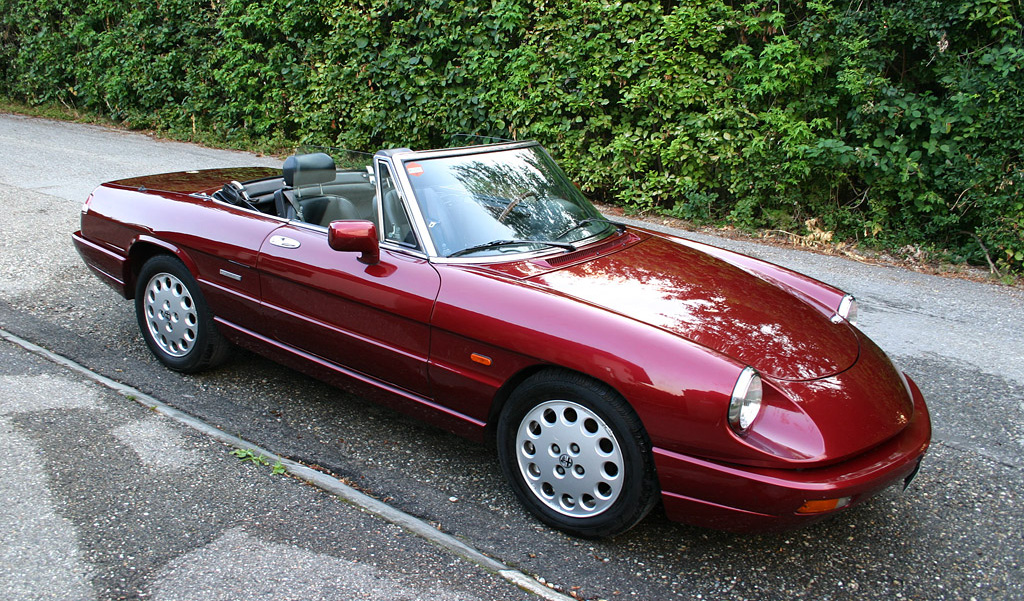
Spider "Tipo 4" na cor rara "Vinaccia Red" 4ª Geração (1990-1993)